# St. Gumbertus (Westheim)

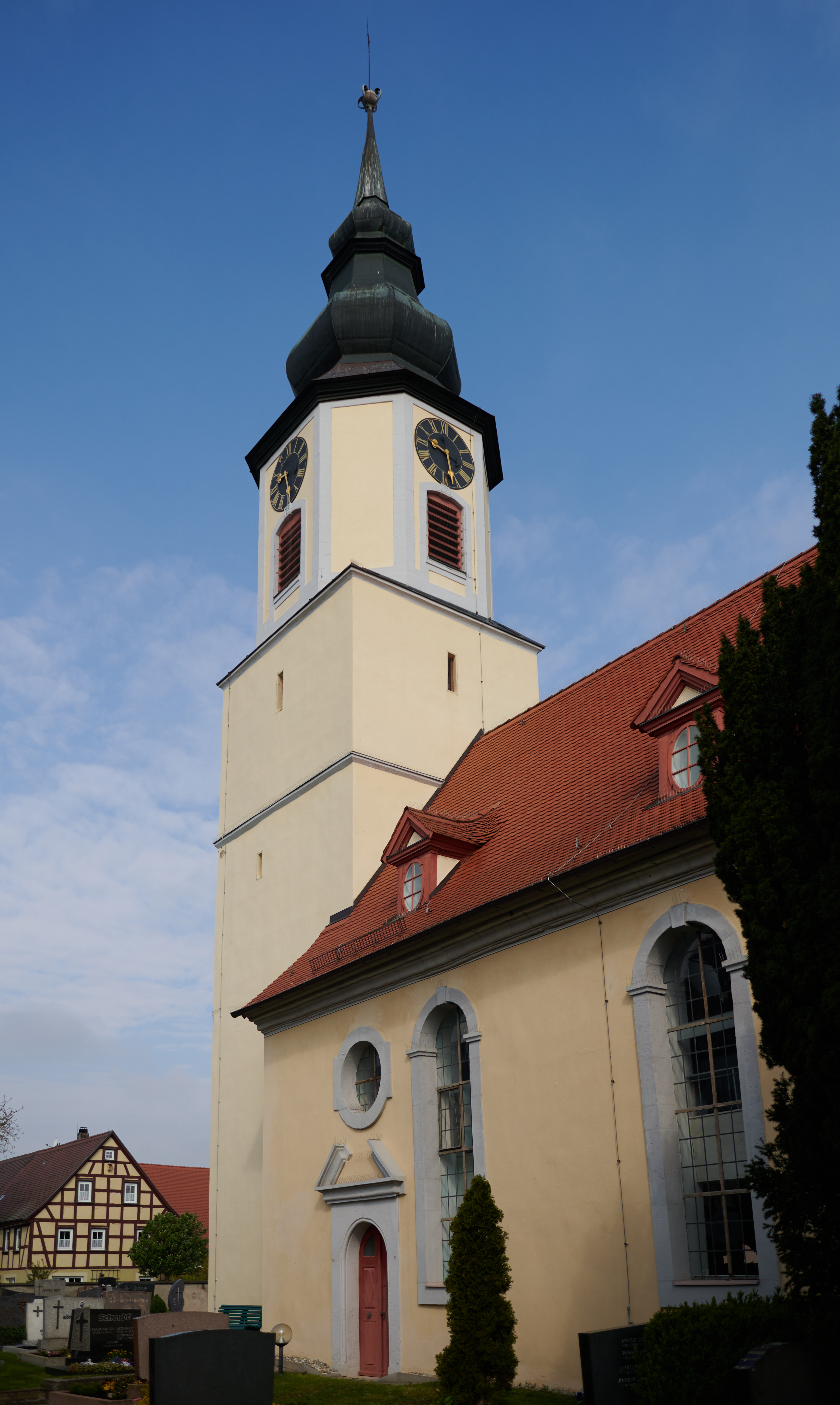
St. Gumbertus (Westheim)

Die denkmalgeschützte, evangelisch-lutherische Filialkirche St. Gumbertus steht in Westheim, einem Gemeindeteil der Gemeinde Illesheim im Landkreis Neustadt an der Aisch-Bad Windsheim (Mittelfranken, Bayern). Die Kirche ist unter der Denkmalnummer D-5-75-133-7 als Baudenkmal in der Bayerischen Denkmalliste eingetragen. Die Kirchengemeinde gehört zum Dekanat Bad Windsheim im Kirchenkreis Ansbach-Würzburg der Evangelisch-Lutherischen Kirche in Bayern.

## Beschreibung
Die Saalkirche stammt im Kern aus dem 13. Jahrhundert, zu erkennen an dem romanischen Portal an der Südwand des Langhauses. Der dreiseitig geschlossene Chor im Osten wurde 1447/48 gebaut. 1733 wurde das Langhaus erneuert, der quadratische Kirchturm im Westen, der aus der Achse des Langhauses nach Süden verschoben ist, um ein achteckiges Geschoss aufgestockt, das die Turmuhr und den Glockenstuhl beherbergt, und mit einer Welschen Haube bedeckt. Der Innenraum, der mit einem Tonnengewölbe überspannt ist, wurde im Markgrafenstil gestaltet. Die Brüstungen der umlaufenden Emporen sind mit biblischen Szenen bemalt. Der Kanzelaltar wurde neu zusammengestellt aus einem Altarretabel von 1611 und einer Kanzel aus dem 18. Jahrhundert. Die 1888 entstandene Deckenmalerei beeinträchtigt den Stuck der Decke.